# Naco (Sonora)
Naco è un comune del Messico, situato nello stato di Sonora.